# Jacqueline Rayner
Jacqueline Rayner ist eine britische Produzentin und Autorin, die besonders für ihre Doctor Who Romane und ihre Hörspiele bekannt ist. Rayner gehört zu einer kleinen Gruppe weiblicher Autoren, die die alleinige Anerkennung für das Schreiben von Original-Doctor-Who-Romanen erhalten.
Sie adaptierte die erste Staffel der Serie Bernice Summerfield von Big Finish Productions und schreibt Bücher für die Companion Chronicles. Des Weiteren war sie Produzentin bei BBC Worldwide, bei der BBCi Produktion namens Real Time.

## Karriere
Ihre erste berufliche Anerkennung als Autorin erhielt sie, als sie Paul Cornells Virgin New Adventure-Roman „Oh No It Isn't!“ für das Audioformat adaptierte, die erste Veröffentlichung von „Big Finish“. Der Roman enthielt die Figur der Bernice Summerfield und war Teil einer Spin-off-Serie von Doctor Who. Sie schrieb fünf der sechs Audioadaptionen von Bernice Summerfield und arbeitete weiter für Big Finish, bevor sie begann für die BBC Books an deren Reihe „Doctor Who“ zu arbeiten.
Ihre ersten Romane wurden 2001 veröffentlicht, diese sind EarthWorld und The Squire's Crystal for Big Finish. Rayner schrieb mehrere andere Doctor-Who-Spin-Offs und war eine Zeit lang ausführende Produzentin der BBC für die „Big Finish-Reihe“ von Doctor-Who-Hörspielen. Insgesamt bestehen ihre Arbeiten aus fünf Romanen, einer Reihe von Kurzgeschichten und vier Original-Hörspielen. Rayner hat mehrere Anthologien von Doctor-Who-Kurzgeschichten, hauptsächlich für Big Finish, herausgegeben und für das Doctor-Who-Magazine gearbeitet. Neben Doctor Who umfasst ihre Arbeit das Kinderfernsehbuch „Horses Like Blaze“.

## Doctor Who Fernsehserie
Mit dem Start der neuen Fernsehserie von Doctor Who im Jahr 2005 und einer Verschiebung der BBC Who-bezogenen Buchproduktion, wurde Rayner zusammen mit Justin Richards und Stephen Cole zu einer der regelmäßigen Autoren der New Series Adventures von BBC. Sie hat auch einige der Bücher gekürzt, die nun zu Hörbüchern werden sollen.

## Audio-Rollen in Hörspielen

### Doctor Who Hörspiele
- Doctor Who: The Marian Conspiracy (2000)
- Doctor Who and the Pirates: Or the Lass That Lost a Sailor (2003)
- 100 BC (2007)
- The Doomwood Curse (2008)
- The Transit of Venus (2009)
- The Suffering (2010)
- Love and War (2012) – (basierend auf dem Roman von Paul Cornell)
- Starborn (2014)
- The Highest Science (2014) – (basierend auf dem Roman von Gareth Roberts)
- Whispers of Terror
- The Holy Terror
- Minuet in Hell
- Dust Breeding

### Bernice Summerfield Hörspiele
- Oh No It Isn't! (1998) – (basierend auf dem Roman von Paul Cornell)
- Walking to Babylon (1998) – (basierend auf dem Roman von Kate Orman)
- Birthright (1999) – (basierend auf dem Roman von Nigel Robinson)
- Just War (1999) – (basierend auf dem Roman von Lance Parkin)
- Making Myths (1999)
- Dragons' Wrath (2000) – (basierend auf dem Roman von Justin Richards)
- Professor Bernice Summerfield and the Grel Escape (2004)
- Professor Bernice Summerfield and the Kingdom of the Blind (2005)
- The Temple of Questions (2011)
- Many Happy Returns (2012)

## Bibliografie

### Doctor Who Romane
- EarthWorld (2001)
- Wolfsbane (2001)
- Winner Takes All (2005)
- The Stone Rose (2006)
- The Last Dodo (2007)
- Magic of the Angels (2012)
- Step Back in Time (2012) – mit Richard Dungworth
- The Wonderful Doctor of Oz (2021)
- The Ruby's Curse (2021) – mit Alex Kingston

### Bernice Summerfield Romane
- The Squire's Crystal (2001)
- The Glass Prison (2002)

### Andere Romane
- Pet Rescue: Horses Like Blaze (2001)